# Elisabeth Hesselblad

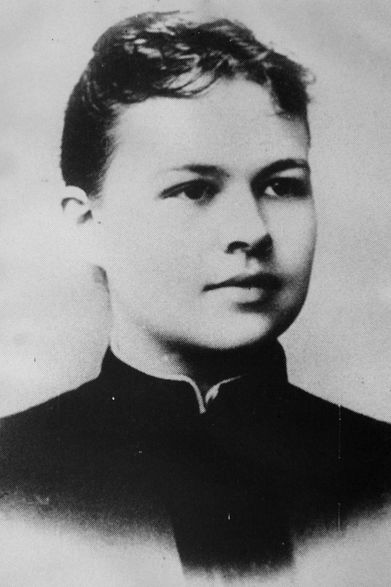
Elisabeth Hesselblad

Maria Elisabeth Hesselblad (* 4. Juni 1870 in Herrljunga-Fåglavik, Schweden; † 24. April 1957 in Rom, Italien) ist eine römisch-katholische Heilige aus Schweden. Die Konvertitin gründete den schwedischen Zweig des Erlöserordens neu. Im Jahr 2000 wurde sie selig- und am 5. Juni 2016 heiliggesprochen.

## Leben
Elisabeth Hesselblad war das fünfte von 13 Kindern von Augusto Roberto Hesselblad und seiner Frau Cajsa Petersdotter Dag. Die Familie war evangelisch; Elisabeth wurde im Juli 1870 getauft. Während ihrer Kindheit zog die Familie aus wirtschaftlichen Gründen häufig um. 1886 ging Elisabeth Hesselblad zur Arbeitssuche nach Karlsborg und wanderte zwei Jahre später im Alter von 18 Jahren in die USA aus.
Am Roosevelt Hospital in New York absolvierte sie eine Ausbildung zur Krankenschwester. Sie hatte in ihrer Ausbildung und beruflichen Tätigkeit engen Kontakt zu Katholiken und entschied sich, in die römisch-katholische Kirche einzutreten. Am 15. August 1902 wurde sie von dem Jesuiten Giovanni Giorgio Hagen, der ihr geistlicher Führer wurde, in Washington in die römisch-katholische Kirche aufgenommen. Sie verließ die Vereinigten Staaten und kehrte nach Europa zurück. In Rom, wo sie die Kirche der heiligen Birgitta und die Casa di Santa Brigida an der Piazza Farnese besuchte, wurde sie gefirmt. Noch einmal ging sie in die USA zurück, doch nur für kurze Zeit. Am 25. März 1904 ließ sie sich in Rom in der Casa di Santa Brigida nieder, in dem damals Karmelitinnen lebten. 1906 gestattete ihr Papst Pius X., den Habit des Erlöserordens anzulegen.

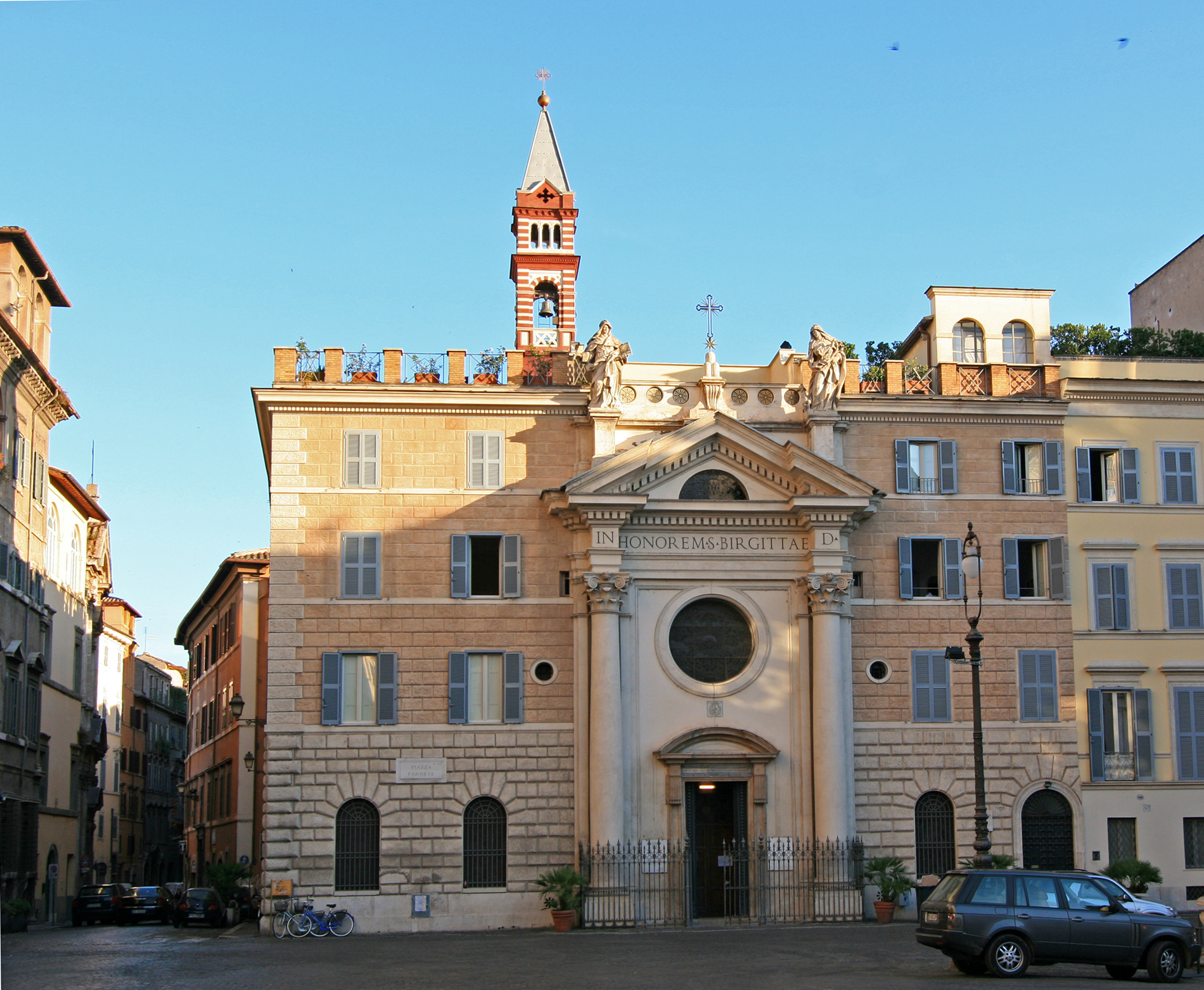
Casa di Santa Brigida (2008)

Nach der Ablegung der Profess besuchte sie zwischen 1908 und 1911 die wenigen noch existierenden Klöster des Erlöserordens in verschiedenen europäischen Ländern mit dem Ziel, in Rom wieder ein Kloster der Birgittinnen zu gründen. Das geschah am 9. November 1919 mit zunächst drei britischen Postulantinnen. In Schweden ließ sich der Ordenszweig 1923 in Djursholm nieder. Seit 1931 ist die Casa di Santa Brigida in Rom Mutterhaus des sogenannten schwedischen Zweigs des Ordens. Während des Zweiten Weltkriegs beherbergte der Orden mit ihrer Zustimmung Juden und politisch Verfolgte. Die israelische Holocaust-Gedenkstätte Yad Vashem ehrte sie im Jahr 2005 postum als Gerechte unter den Völkern.
Elisabeth Hesselblad starb am 24. April 1957 in Rom; das Seligsprechungsverfahren wurde kurz darauf eingeleitet. Die Seligsprechung nahm Papst Johannes Paul II. am 9. April 2000 auf dem Petersplatz im Vatikan vor.
Papst Franziskus bestätigte am 15. Dezember 2015 eine ihrer Fürsprache zugerechnete medizinisch unerklärbare Heilung als Wunder. Damit lag die letzte Voraussetzung für die Heiligsprechung vor, die am 5. Juni 2016 in Rom stattfand.
Seit 2002 besteht mit dem Birgittenkloster Bremen die einzige Niederlassung des schwedischen Zweigs des Erlöserordens in Deutschland. Das Birgittinnen-Kloster Altomünster in Bayern gehört zum alten Zweig des Ordens.

## Gedenktag
24. April